# Malin Nilsson (simmare)
Malin Linda Maria Nilsson, född den 20 oktober 1973 i Malmö, är en svensk före detta tävlingssimmare som dominerade svensk medel- och långdistanssimmning (frisim) på damsidan under 1990-talets första hälft. Hon deltog vid de Olympiska spelen 1992 och 1996, vid Världsmästerskapen (långbana) 1991, 1994 och 1998, Världsmästerskapen (kortbana) 1993, 1995 och 1997 (silver på 4×200 m frisim) samt vid Europamästerskapen 1993 (silver på 4×100 m och 4×200 m frisim) och 1995 (silver på 200 m frisim). Hon inledde karriärien i Malmö KK, men flyttade 1995 till Göteborg och bytte samtidigt klubb till S 02. 1998 gick hon sedan över till Göteborg Sim.

## Meriter

### OS, VM och EM
Malin Nilssons placeringar (ljusblå bakgrund markerar att Malin Nilsson simmade i finalen) vid de mästerskap som avhölls under hennes internationella karriär 1991-1998:
|                | Långbana | Långbana | Långbana | Långbana | Långbana | Långbana | Långbana | Långbana | Kortbana* | Kortbana* | Kortbana* | Kortbana* | Kortbana* |
| -------------- | -------- | -------- | -------- | -------- | -------- | -------- | -------- | -------- | --------- | --------- | --------- | --------- | --------- |
| Distans        | VM 1991  | OS 1992  | EM 1993  | VM 1994  | EM 1995  | OS 1996  | EM 1997  | VM 1998  | VM 1993   | VM 1995   | EM 1996   | VM 1997   | EM 1998   |
| 200 m frisim   | 14       | 12       | 4        | 12       |          | 24       |          |          | 8         | DNF       |           |           |           |
| 400 m frisim   | 12       | 7        | 4        | 11       | 4        | DNS      |          |          | 5         | 5         |           | 10        |           |
| 800 m frisim   | 18       |          | 5        | 14       | 10       |          |          |          |           |           |           |           |           |
| 4×100 m frisim |          | 7        |          | 7        |          |          |          | (5)      |           |           |           |           |           |
| 4×200 m frisim | 6        |          |          |          | DSQ      |          |          |          |           | 4         |           |           |           |

DSQ = diskvalificerad i försöken,     DNS = anmäld, men startade ej,     DNF = fullföljde ej (strök sig från B-finalen)
(5) = det svenska laget blev femma i finalen men Malin Nilsson simmade inte i denna, men hon simmade i försöken och bidrog till att laget gick till final med sjunde bästa tid.
* = EM på kortbana infördes 1991, men det första av dessa som omfattade längre frisimsdistanser än 50 m hölls 1996. Kortbane-VM infördes 1993.

#### Olympiska spel
Vid Olympiska spelen 1992 i Barcelona hade Malin Nilsson 18:e bästa tid i försöken på 200 m frisim, men eftersom några simmare strök sig fick hon simma B-final och slutade fyra i denna på nya svenska rekordtiden 2.02,02, före de båda danskorna Mette Jacobsen och Gitte Jensen, och resultatet blev därigenom en tolfte plats. På 400 m frisim hade hon sjätte bästa tid i försöken (svenskt rekord 4.13,16), men simmade nästan en sekund långsammare i finalen och slutade sjua. I damernas lagkapp 4×100 m hade det svenska laget sjätte bästa försökstid, i finalen blev det en sjundeplats.
Vid Olympiska spelen 1996 i Atlanta blev Malin Nilsson åtta i sitt försöksheat på 200 m frisim och hade sammanlagt 24:e tid. Hon kunde inte starta på 400 m frisim följande dag på grund av sjukdom.

#### Världsmästerskapen på långbana
Vid sitt första internationella mästerskap, långbane-VM 1991 i Perth, Australien, hade Malin Nilsson fjortonde bästa försökstid (2.03,48) på 200 m frisim, och en sjätte plats i B-finalen (2.04,53) resulterade i att hon även kom på fjortonde plats totalt. Även på 400 m fritt hade hon fjortonde försökstid (4.20,46), vilket med en fjärdeplats i B-finalen resulterade i att hon blev tolva totalt. På 800 m frisim hade hon artonde försökstid (av de arton som startade). I lagkappen 4×200 m frisim hade svenskorna sjunde bästa försökstid (8.22,89), vilken förbättrades med drygt fyra sekunder i finalen (8.18,10), vilket (tillsammans med att USA, som hade haft bästa försökstid, diskvalificerats för tjuvstart) gav en sjätteplats totalt.
Vid nästa långbane-VM, som hölls i Rom 1994 hade Nilsson femtonde försökstid (2.03,30) på 200 m frisim, blev fyra i B-finalen (2.02,10) och såleredes tolva totalt. På dubbla distansen: trettonde i försöken (4.16,17), trea i B-finalen (4.15,53) och elva totalt. På 800 m fritt blev hon fjortonde i försöken och, eftersom det inte simmades B-final, även fjortonde totalt. I lagkapp deltog Malin Nilsson på 4×100 m fritt: det svenska laget kom sjua i försöken (3.49,96) och i finalen blev det också en sjundeplats (3.49,53). 
Vid sitt sista internationella mästerskap, långbane-VM 1998, återigen i Perth, deltog Nilsson bara i försöken på 4×100 m frisim. Laget hade sjunde tid i försöken (8.13,46), men i finalen byttes hon ut mot Therese Alshammar (Sverige kom femma i denna final på 8.07,60).

#### Världsmästerskapen på kortbana
Vid FINA:s första kortbane-VM i Palma de Mallorca 1993 hade Malin Nilsson sjunde bästa tid i försöken (1.59,01) på 200 m frisim, men simmade sedan två sekunder långsammare i finalen (2.01,12) och slutade åtta. På 400 m fritt hade hon också sjunde bästa försökstid (4.11,57), men simmade upp sig till en slutlig femteplats i finalen genom att slå sitt eget svenska rekord med 2,34 sekunder och gå i mål på 4.08,09.
Vid de andra kortbanemästerskapen på världsnivå, som hölls i Rio de Janeiro 1995 hade Nilsson tionde bästa försökstid på 200 m frisim (2.01,40) och strök sig från deltagande i B-finalen. På den dubbla distansen hade hon fjärde bästa försökstid (4.11,90), men halkade ner en placering i finalen, där hon blev femma på 4.09,53. Hon deltog ocskå i lagkappslaget på 4×200 m frisim som slutade fyra på nya svenska nationsrekordet 8.03,70.
Vid kortbane-VM på hemmaplan i Göteborg 1997 hade Malin Nilsson trettonde bästa försökstid (4.14,64) på 400 m fritt och i B-finalen simmade hon tre sekunder snanbbare (4.11,54) och kom tvåa, vilket gav tionde plats totalt. I lagkappen 4×200 m frisim gick det svenska laget till final genom att vinna sitt heat och ha näst bästa försökstid (8.01,96) och i finalen simmande svenskorna på den nya europarekordtiden 7.56,04, vilket gav silvermedalj åt Johanna Sjöberg, Josefin Lillhage, Louise Jöhncke och sistasträckans Malin Nilsson bakom vinnande USA.

#### Europamästerskapen (långbana)
Vid EM i Sheffield 1993 simmade Malin Nilsson i fem finaler, tre individuella och två lagkapper. I lagkapperna blev det silver i båda - på 4×100 m frisim simmade Ellenor Svensson, Linda Olofsson, Louise Jöhncke och Malin Nilsson på nya nationsrekordtiden 3.45,33 (Tyskland vann på 3.41,69) och på 4×200 m frisim simmade Louise Jöhncke, Magdalena Schultz, Therese Lundin och Malin Nilsson också på nytt nationsrekord 8.08,62 (även denna gång slagna av tyskorna som hade 8.03,12). Individuellt nådde Nilsson fjärdeplatser på både 200 m fritt (2.01,25 svenskt rekord och bara en tiondel från brons) och 400 m fritt (4.12,67 svenskt rekord, 15/100 från brons), medan hon kom femma med nya svenska rekordtiden 8.39,76 på 800 m fritt.
Nästa EM gick i Wien 1995 och här tog Malin Nilsson sin enda individuella internationella mästerskapsmedalj, silver på 200 m frisim med tiden 2.01,35 (79/100 efter tyskan Kerstin Kielgass). På dubbla distansen blev hon, liksom två år tidigare, fyra efter Irene Dalby (denna gång 22/100 efter norskan), medan hon endast kom tia på 800 m fritt (8.52,71) och därmed missade finalen. Värre gick det i lagkappen på 4×200 m frisim där Nilsson överväxlade i försöken när hon skulle gå ut på slutsträckan.
Även om EM på kortbana hade införts 1991 så simmades bara 50-metersdistanserna (plus 100 m medley) vid dessa "Sprint-EM" och det första kortbane-EM som även omfattade längre distanser gick 1996 (i december), och då var Nilsson inte med.

### Svenska mästerskap
Malin Nilsson vann 31 individuella SM-guld under sin karriär (25 för Malmö KK, 1990-1994, och 6 för S 02, 1995-1996) och därtill 16 lagkappsguld (alla utom ett för Malmö KK): Medaljtabell:
| Inomhus       | Kort bana | Lång bana | Kortbana | Kortbana | Kortbana | Kortbana | Kortbana | Kortbana | Kortbana | Kortbana |
| ------------- | --------- | --------- | -------- | -------- | -------- | -------- | -------- | -------- | -------- | -------- |
| Distans       | 1989      | 1990      | 1991     | 1992     | 1993     | 1994     | 1995     | 1996     | 1997     | 1998     |
| 100 m frisim  |           |           |          |          |          |          |          |          |          |          |
| 200 m frisim  |           |           |          |          |          |          |          |          |          |          |
| 400 m frisim  |           |           |          |          |          |          |          |          |          |          |
| 800 m frisim  |           |           |          |          |          |          |          |          |          |          |
| 4×50m frisim  |           |           |          |          |          |          |          |          |          |          |
| 4×100m frisim |           |           |          |          |          |          |          |          |          |          |
| 4×200m frisim |           | X         | X        | X        | X        |          |          |          |          |          |
| 4×100m medley |           |           |          |          |          |          |          |          |          |          |
| Klubb         | Malmö KK  | Malmö KK  | Malmö KK | Malmö KK | Malmö KK | Malmö KK | S 02     | S 02     | S 02     | GS       |
| Utomhus       | Långbana  | Långbana  | Långbana | Långbana | Långbana | Långbana | Långbana | Långbana | Långbana | Långbana |
| Distans       | 1989      | 1990      | 1991     | 1992     | 1993     | 1994     | 1995     | 1996     | 1997     | 1998     |
| 100 m frisim  |           |           |          |          |          |          |          |          |          |          |
| 200 m frisim  |           |           |          |          |          |          |          |          |          |          |
| 400 m frisim  |           |           |          |          |          |          |          |          |          |          |
| 800 m frisim  |           |           |          |          |          |          |          |          |          |          |
| 4×100m frisim |           |           |          |          |          |          |          |          |          |          |
| 4×200m frisim |           |           |          |          |          |          |          |          |          |          |
| 4100m medley  |           |           |          |          |          |          |          |          |          |          |
| Klubb         | Malmö KK  | Malmö KK  | Malmö KK | Malmö KK | Malmö KK | Malmö KK | S 02     | S 02     | S 02     | GS       |

X = ingick ej (eftersom Sprint-EM 1991-1994 bara hade med 4×50 m frisim byttes 4×200 m ut mot denna distans)

### Rekord

#### Europarekord
Det svenska silverlaget på 4×200 m frisim vid kortbane-VM 1997 satte i finalen den 17 april europarekord med 7.56,04. Detta rekord stod sig till den 1 april 1999 när de svenska damerna (utan Malin Nilsson) satte världsrekord med 7.51,79 vid kortbane-VM i Hong Kong.

#### Svenska rekord
När Malin Nilsson avslutade sin karriär innehade hon de svenska kortbanerekorden på 400 m frisim med 4.06,74 (slaget av Josefin Lillhage 2004) och 800 m frisim med 8.30,72 (slaget av Gabriella Fagundez 2007), båda satta vid världscuptävlingen i Malmö 14-15 februari 1995. Vid denna tävling satte hon också svenskt rekord på 200 m fritt med tiden 1.58,88 (detta rekord slogs senare på 1990-talet av Louise Jöhncke).
På långbana satte Malin Nilsson svenskt rekord vid EM i augusti 1993 på 800 m med tiden 8.39,76 (vilket stod sig i femton år, och några få dagar, till OS 2008, i augusti, då Gabriella Fagundez lade beslag på även detta 800-metersrekord) och på 400 m fritt med 4.12,67 (vilket även detta slogs av Fagundez, men "redan" vid SM 2007).
Malin Nilssons tid på 400 m frisim, 4.13,16, satt vid OS 1992 gäller fortfarande (2023) som svenskt juniorrekord på långbana.

### Utmärkelser
Malin Nilsson tilldelades Skånes simförbunds guldmedalj 1992 och 1994. Malmö Idrottsföreningars Samorganisation tilldelade henne priset Lovande tjej 1989, varefter hon utsågs till Årets idrottskvinna 1990, 1992 och 1993. Hon erhöll Stora Flickors märke 1991.